# Église Saint-Nicolas de Cappy
L'église Saint-Nicolas de Cappy est située au centre du village de Cappy dans le département de la Somme à environ 35 km à l'est d'Amiens.

## Historique
La construction de l'église paroissiale Saint-Nicolas remonterait au XIIe siècle. L'église actuelle a été construite à la fin du XVIe siècle pour le collatéral sud, le chevet et le collatéral nord datent du XVIIe siècle, la tour-clocher est datée de 1654, la construction du chevet de la seconde moitié du XVIIe siècle, après les invasions espagnoles. Le clocher est protégé au titre des monuments historiques : classement par arrêté du 20 août 1919. 
Le monument a été restauré à la fin du XIXe siècle et après les destructions de la Première Guerre mondiale, le haut du clocher édifice qui a été fortement restauré sur les faces nord et ouest durant l'entre-deux-guerres. En 1996, les murs et les piliers intérieurs ont été consolidés.

## Caractéristiques

### Extérieur
L'église a été construite en pierre selon un plan basilical traditionnel. L’élément le plus remarquable de l'édifice est la tour-clocher, flanquée à chaque angle de puissants contreforts terminés au sommet par des tourelles coiffés de poivrières. Le toit de la tour est en forme de flèche recouverte d'ardoises.

### Intérieur
L'église Saint-Nicolas conserve deux œuvres d'art protégées en tant que monuments historiques :
- Christ en croix en bois polychrome du XVIIe siècle[4] ;
- statue de saint Nicolas en bois (fin du XVIIe siècle)[5].